# حذا إسماعيلي
الحَذا الإسماعيلي (باللاتينية: Ducrosia ismaelis) نوع نباتي ينتمي إلى جنس الحذا من الفصيلة الخيمية.

## الموئل والانتشار
موطن هذا النوع مصر.